# Violetta (polka)
Violetta, op. 404, är en polka-française av Johann Strauss den yngre. Den framfördes första gången den 15 januari 1882 i Stora konsertsalen i Musikverein i Wien.

## Historia
Johann Strauss operett Det lustiga kriget hade premiär på Theater an der Wien den 25 november 1881 och spelades fler än hundra gånger i rad. Strauss arrangerade totalt tio separata orkesterstycken från operettens musiknummer, däribland polkan Was sich liebt, neckt sich, som han dirigerade för första gången vid en av brodern Eduard Strauss söndagskonserter i Musikverein den 15 januari 1882. Violetta är den kvinnliga huvudpersonen i operetten och sjöngs vid premiären av den ungerska sopranen Caroline Finlay (1849-1934), som senare skulle kreera rollerna som Annina i Strauss operett En natt i Venedig (1883) och Laura i Carl Millöckers Tiggarstudenten (1883).
Polkan bygger på duetten mellan Violetta och Umberto i akt I, "Von einem Mann liess ich mich küssen", duetten "Zwei Monat sind es schon, dass wir die Kinder nicht mehr sah'n" i akt III och ensemblenumret "Me frown, ick wensch u gooden dag" ur finalen till akt II.

## Om polkan
Speltiden är ca 4 minuter och 3 sekunder plus minus några sekunder beroende på dirigentens musikaliska tolkning.
Polkan var ett av tio verk där Strauss återanvände musik från operetten Det lustiga kriget:
- Der lustige Krieg, Marsch, Opus 397
- Frisch ins Feld, Marsch, Opus 398
- Was sich liebt, neckt sich, Polka-francaise, Opus 399
- Kuß-Walzer, Vals, Opus 400
- Der Klügere gibt nach, Polkamazurka, Opus 401
- Der lustige Krieg, Kadrilj, Opus 402
- Entweder - oder, Polka-Schnell, Opus 403
- Violetta, Polka-francaise, Opus 404
- Nord und Süd, Polkamazurka, Opus 405
- Italienischer Walzer, Vals, Opus 407

## Weblänkar
- Violetta i Naxos-utgåvan.